# 库尔特·贝里斯特伦
库尔特·贝里斯特伦（瑞典語：Kurt Bergström，1891年7月23日—1955年11月20日），瑞典前男子帆船运动员。他曾代表瑞典参加1912年夏季奥林匹克运动会帆船比赛，获得12米级银牌。